# LMBT-kronológia (1950-es évek)
Ez az oldal a leszbikus, meleg, biszexuális és transznemű (LMBT) emberek jogainak történetében bekövetkezett fontosabb eseményeket tartalmazza.
« korábbi események

## 1950
- 1950 – Az NDK-ban hatályon kívül helyezik a 175. paragrafus nácik által történt szigorításait.
- 1950 – Megalakul a Svéd Szövetség a leszbikus, meleg, biszexuális és transznemű jogokért nevű szervezet.
- 1950 – November 11-én Los Angeles-ban megalakul a Mattachine Társaság, Harry Hay vezetésével.[1]

## 1951
- 1951 – Görögország megszünteti a homoszexualitás büntethetőségét.
- 1951 – Az FBI Szexuális elhajlásokkal foglalkozó programjának életbe lépése, amely elsősorban homoszexuálisok ellen irányult.[2][3]

## 1952
- 1952 – Dale Jennings, a Mattachine Társaság társalapítója sikeresen tisztázza magát a prostitúció vádja alól. A bírósági tárgyalás hatására jelentősen növekszik a Mattachine taglétszáma.[4]
- 1952 – Nemi átalakító műtéten esik át a dán  Christine Jorgensen. Ő az első olyan transzszexuális személy, aki a sajtó előtt vállalta fel átoperálásának tényét.

## 1953
- 1953 – Januárban megjelenik a ONE Magazin, az első amerikai meleg újság első példánya.
- 1953 – Eisenhower amerikai elnök rendeletben (Executive Order 10450) tiltja meg a homoszexuális személyek alkalmazását a kormány szolgálatában, nemzetbiztonsági kockázatra hivatkozva. Innentől kezdve központi adatbázist vezetnek a homoszexuálisokról.[2][5]

## 1954
- 1954 – Megszűnik a New York-i Veteránok Jóindulatú Egyesülete (Veterans Benevolent Association; VBA), az első, meleg veteránok által alakított szervezet a világon.
- 1954 – Június 7-én öngyilkosságot követ el Alan Turing brit matematikus, 18 hónappal azután, hogy választás elé állították: homoszexualitása büntetéseként két év börtönt vagy libidó-csökkentő hormonkezelést vállal.[6]
- 1954 – Szeptemberben megalakul az ún. Wolfenden-bizottság, amely a közös beleegyezésen alapuló homoszexuális kapcsolatok büntethetőségének kérdésével foglalkozik.[7]
- 1954 – Franciaországban létrejön az első meleg csoport, Arcadie néven.

## 1955
- 1955 – San Franciscóban megalakul a Daughters of Bilitis, a Bilitis lányai nevű leszbikus szervezet, Del Martin és Phyllis Lyon vezetésével.[8][9]
- 1955 – Megalakul a Mattachine Társaság New York-i szervezete.

## 1956
- 1956 – Thaiföld megszünteti a homoszexualitás büntethetőségét.
- 1956 – Megalapítják a ONE Homofil Tudományok Intézetét.
- 1956 – Megjelenik James Baldwin: Giovanni szobája című, meleg témájú regénye.
- 1956 október – A Bilitis lányai elindítja hírlevelét, The Ladder ("A létra") néven.
- 1956 december 20. – Frank Kameny csillagászt kirúgják melegsége miatt az amerikai hadsereg térképészeti intézetéből. Ez indítja el az aktivizmus útján.[10]

## 1957
- 1957 – Harry Benjamin amerikai orvos megalkotja a transzszexuális kifejezést.
- 1957 – Az Egyesült Királyságban nyilvánosságra hozzák az ún. Wolfenden-jelentést, amely a közös beleegyezésen alapuló homoszexuális kapcsolatok büntethetőségének megszüntetése mellett érvel.[11]
- 1957 – Evelyn Hooker amerikai pszichológus közzéteszi tanulmányát ("The Adjustment of the Male Overt Homosexual") a férfi homoszexualitásról. Kísérleteivel kimutatja, hogy a homoszexualitás nem mentális zavar.

## 1958
- 1958 szeptember 20. – Barbara Gittings megalapítja a Daughters of Bilitis, vagyis a Bilitis lányai New York-i csoportját.[12]
- 1958 – Az Egyesült Királyságban megalakul a Homoszexuális Jogi Reform Társaság ("Homosexual Law Reform Society"), illetve annak hivatalosan bejegyzett szervezete (Albany Trust).

» későbbi események

## Fordítás
- Ez a szócikk részben vagy egészben  a   Timeline of LGBT history című angol Wikipédia-szócikk ezen változatának fordításán alapul.  Az eredeti cikk szerkesztőit annak laptörténete sorolja fel. Ez a jelzés csupán a megfogalmazás eredetét és a szerzői jogokat jelzi, nem szolgál a cikkben szereplő információk forrásmegjelöléseként.